# Petru Aron

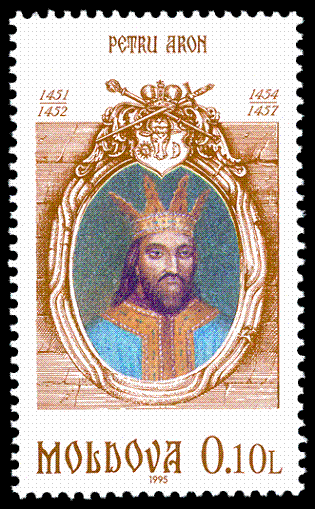
Imaginea lui Petru Aron pe un timbru poștal din Republica Moldova

Petru Aron (n. 1422 – d. 1469) a fost domn al Moldovei prima oară între octombrie 1451 și februarie 1452, a doua oară între august 1454 și februarie 1455, respectiv a treia oară între mai 1455 și aprilie 1457. 
Proveniența sa este incertă. O teorie spune că era un fiu din flori al lui Alexandru cel Bun. 

## Domnie
Ca pretendent la domnie, Petru Aron a dus mai întâi lupte cu Bogdan al II-lea, pe care îl ucide la Reuseni în octombrie 1451, iar mai apoi cu Alexăndrel, pe care îl învinge la Movile, în martie 1455, și îl silește să se retragă la Cetatea Albă, unde își pierde viața. În octombrie 1455, Petru Aron trimite regelui Poloniei obișnuitul omagiu de fidelitate, pe care îl înnoiește în iunie 1456, când reconfirmă privilegiul comercial dat în 1408 de Alexandru cel Bun, pentru negustorii polonezi. În urma presiunilor făcute de sultanul Mahomed al II-lea, Petru Aron a convocat divanul țării, care a acceptat să plătească tribut otomanilor. În iunie 1456, Petru Aron se învoiește să plătească turcilor un tribut de 2000 de galbeni, pentru a înlătura pericolul ce îl amenința din această parte. A fost răsturnat de la putere de Ștefan cel Mare, fiul lui Bogdan al II-lea, care l-a învins în două lupte în aprilie 1457. Petru Aron s-a refugiat în Polonia, apoi în secuime, de unde provoacă ostilitățile dintre Ștefan cel Mare și Matei Corvin. După lupta de la Baia din 1467, când Ștefan cel Mare îl învinge pe Matia Corvin, Petru Aron este prins de Ștefan cel Mare și ucis (probabil în 1469).